# 法爾順格峰

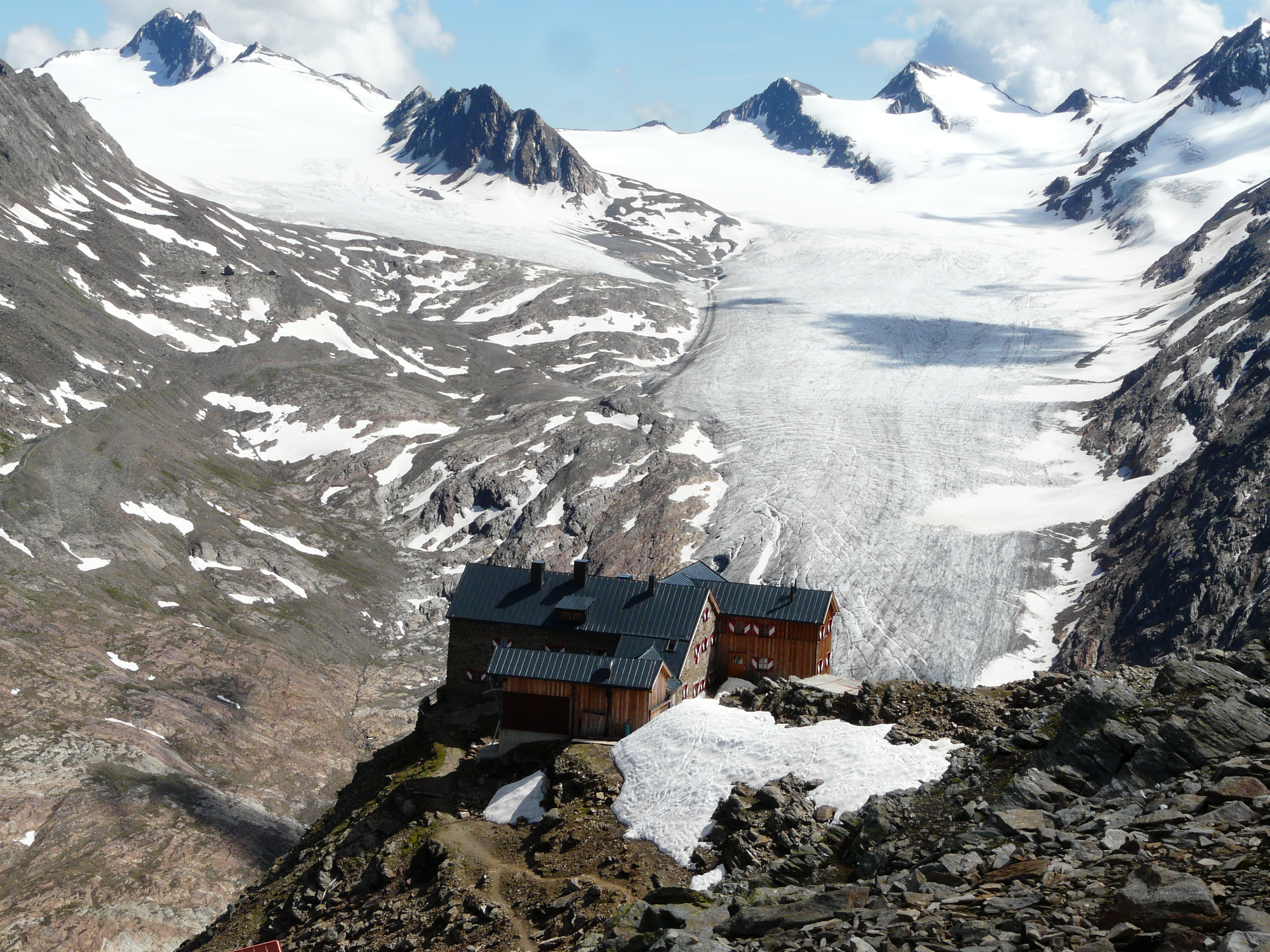

46°46′05″N 10°59′14″E / 46.767981°N 10.987307°E
法爾順格峰（德語：Falschunggspitze），是中歐的山峰，位於奧地利和意大利接壤的邊境，屬於奧茨塔爾阿爾卑斯山脈的一部分，距離卡萊斯峰0.9公里，海拔高度3,361米。